# Йоганн Студнічка
Йоганн «Ян» Студнічка (нар. 12 жовтня 1884, Відень, Австро-Угорщина — пом. 18 жовтня 1967) — австрійський футболіст, нападник.
З 1897 по 1920 рік захищав кольори клубу «Вінер АК». Триразовий переможець найстарішого турніру Австро-Угорщини — кубку виклику (1901, 1903, 1904). Чемпіон Віденської футбольної ліги 1915 року. Всього в чемпіонаті провів 120 матчів, забив 90 голів.
У складі національної збірної дебютував 12 жовтня 1902 року. У Відні господарі поля переконливо перемогли збірну Угорщини (5:0), а Студнічка тричі вражав ворота суперників.
Учасник літніх Олімпійських ігор 1912 року в Стокгольмі, де австрійці перемогли німецьку й італійську команди і зазнали поразки від збірної Нідерландів. Студнічка на Олімпіаді відзначився двома забитими м'ячами. Останній поєдинок за австрійську збірну провів у травні 1918 року. Всього зіграв 28 матчів, забив 18 голів.
У першій половині 20-х років був головним тренером віденських команд «Фірст Вієнна», «Рудольфшюгель» і швейцарського «Цюриха». З останнім клубом здобув титул чемпіона Швейцарії 1924 року.
| Клуб       | Сезон   | Ліга | Ліга |
| Клуб       | Сезон   | Ігри | Голи |
| ---------- | ------- | ---- | ---- |
| «Вінер АК» | 1911/12 | 15   | 13   |
| «Вінер АК» | 1912/13 | 17   | 15   |
| «Вінер АК» | 1913/14 | 17   | 10   |
| «Вінер АК» | 1914/15 | 9    | 8    |
| «Вінер АК» | 1915/16 | 17   | 15   |
| «Вінер АК» | 1916/17 | 18   | 12   |
| «Вінер АК» | 1917/18 | 14   | 5    |
| «Вінер АК» | 1918/19 | 11   | 11   |
| «Вінер АК» | 1919/20 | 2    | 1    |